# Kopargaon
Kopargaon è una città dell'India di 59.996 abitanti, situata nel distretto di Ahmednagar, nello stato federato del Maharashtra. In base al numero di abitanti la città rientra nella classe II (da 50.000 a 99.999 persone).

## Geografia fisica
La città è situata a 19° 52' 60 N e 74° 28' 60 E e ha un'altitudine di 492 m s.l.m..

## Società

### Evoluzione demografica
Al censimento del 2001 la popolazione di Kopargaon assommava a 59.996 persone, delle quali 30.785 maschi e 29.211 femmine. I bambini di età inferiore o uguale ai sei anni assommavano a 8.064, dei quali 4.272 maschi e 3.792 femmine. Infine, coloro che erano in grado di saper almeno leggere e scrivere erano 41.583, dei quali 23.532 maschi e 18.051 femmine.